# Холивуд Боул
Холивуд Боул (на английски: Hollywood Bowl) е модерен амфитеатър в Холивуд в Лос Анджелис, Калифорния, САЩ, който се използва главно за музикални представления. Той има капацитет за 17 376 души.
Известен е със своя черупков рефлектор – характерен набор от концентрични дъги, които украсяват мястото от 1929 до 2003 г. През 2004 г. в началото на музикалния сезон рефлекторът е заменен с доста по-голям. Черупката е разположена на фона на Холивуд Хилс и на североизток от известния Hollywood Sign (Знак на Холивуд).
„Боул“ (на английски bowl – купа) се отнася до формата на вдлъбнатия склон, в който е вписан амфитеатърът. „Купата“ е собственост на Окръг Лос Анджелис и е дом на Оркестъра на Холивуд Боул, летен дом на Филхармонията на Лос Анджелис и домакин на стотици музикални събития всяка година.